# جون ديو (موظف حكومي)
جون ديو (بالإنجليزية: John Dew)‏ هو موظف حكومي بريطاني، ولد في 1 يونيو 1944 في مدينة سانتياغو دي كوبا في كوبا.

## وصلات خارجية
- الموقع الرسمي
- جون ديو على موقع مونزينجر (الألمانية)